# أموتز زهافي
أموتز زهافي (بالعبرية: אמוץ זהבי) (مواليد 1 يناير 1928 في بتاح تكفا - الوفاة 12 مايو 2017)، هو عالم أحياء تطورية إسرائيلي، وهو أستاذ في علم الحيوان في جامعة تل أبيب. يعتبر أحد مؤسسي جمعية حماية الطبيعة في إسرائيل (SPNI). تخصص واهتم بدراسة نظرية الإشارات.
حصل على جائزة إسرائيل في عام 1980، لكونه أحد المؤسسين لجمعية حماية الطبيعة في إسرائيل.